# 旺韦
旺韦（法語：Vanvey，法語發音：[vɑ̃vɛ]）是法国科多尔省的一个市镇，属于蒙巴尔区。

## 地理
旺韦（47°50'3"N, 4°42'31"E）面积16.8 平方千米，位于法国勃艮第-弗朗什-孔泰大區科多尔省，该省份为法国中东部省份，北起奥布省，西接涅夫勒省和约讷省，南至索恩-卢瓦尔省，东南接汝拉省，东临上索恩省，东北部与上马恩省接壤。
与旺韦接壤的市镇（或旧市镇、城区）包括：卢埃姆、迈塞勒迪克、维利耶勒迪克、武莱讷莱唐普利耶。

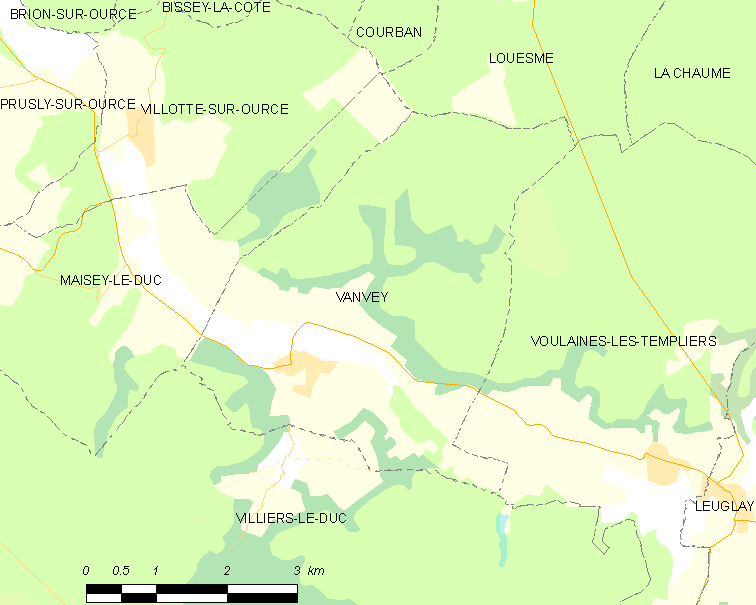
旺韦的OSM定位图

旺韦的时区为UTC+01:00、UTC+02:00（夏令时）。

## 行政
旺韦的邮政编码为21400，INSEE市镇编码为21655。

## 政治
旺韦所属的省级选区为塞纳河畔沙蒂永县。

## 人口

1962-2008年间旺韦人口变化图示

旺韦于2022年1月1日时的人口数量为239人。